# Copa Interamericana 1997
La Copa Interamericana 1997 fue la decimoséptima edición del torneo organizado entre Conmebol y Concacaf. Correspondía a la edición 1996, con el campeón de la Copa Libertadores 1995 y el de la Copa de Campeones de la Concacaf 1995. Sin embargo, se realizó en un único partido en Costa Rica el 3 de abril de 1997. 
Grêmio de Porto Alegre había ganado la Copa Libertadores 1995 venciendo a Atlético Nacional; y Deportivo Saprissa había obtenido la Copa de Campeones de la Concacaf 1995. Sin embargo, ante la negativa de Grêmio de jugar esta edición, la jugó Atlético Nacional.

## Clubes clasificados
Se fueron decidiendo a lo largo de 1995 entre las dos máximas competiciones de las confederaciones del continente americano.
| Conmebol (Sudamérica)                       |  | Atlético Nacional  |  | Subcampeón de la Copa Libertadores (1995)             |
| Concacaf (Norte, Centroamérica y el Caribe) |  | Deportivo Saprissa |  | Campeón de la Copa de Campeones de la Concacaf (1995) |

## Partido
|    | POR | Erick Lonnis           |     |
|    | DEF | Vladimir Quesada       |     |
|    | DEF | Ronald González Brenes |     |
|    | DEF | José Torres            |     |
|    | DEF | Jervis Drummond        |     |
|    | MED | Mauricio Wright        |     |
|    | MED | Douglas Sequeira       |     |
|    | MED | Marco Herrera          | 75' |
|    | MED | Alejandro Sequeira     |     |
|    | DEL | Gerald Drummond        |     |
|    | DEL | Adrián Mahía           |     |
| DT | DT  | Jorge Olguín           |     |

|    | POR | René Higuita       |     |
|    | DEF | Santander Ospina   |     |
|    | DEF | Luis Carlos Perea  |     |
|    | DEF | Iván Córdoba       |     |
|    | DEF | Francisco Mosquera |     |
|    | MED | Neider Morantes    |     |
|    | MED | Dumar Rueda        |     |
|    | MED | Hernán Gaviria     |     |
|    | MED | Jhon Jaime Gómez   | 80' |
|    | DEL | Alexis García      |     |
|    | DEL | Alex Comas         | 78' |
| DT | DT  | Norberto Peluffo   |     |

|  | DEL | Javier Wanchope | 75' |

|  | DEL | Juan Pablo Ángel | 78' |
|  | MED | León Darío Muñoz | 80' |

|  | 38' | Adrián Mahía    |
|  | 89' | Javier Wanchope |

|  | 27' | Alex Comas       |
|  | 35' | Jhon Jaime Gómez |
|  | 70' | Hernán Gaviria   |

| Árbitro             | Gilberto Alcalá         |
| Árbitros asistentes | José Guadalupe Martínez |
|                     | Alfonso Alcalá          |

|    | POR | Erick Lonnis           |     |
|    | DEF | Vladimir Quesada       |     |
|    | DEF | Ronald González Brenes |     |
|    | DEF | José Torres            |     |
|    | DEF | Jervis Drummond        |     |
|    | MED | Mauricio Wright        |     |
|    | MED | Douglas Sequeira       |     |
|    | MED | Marco Herrera          | 75' |
|    | MED | Alejandro Sequeira     |     |
|    | DEL | Gerald Drummond        |     |
|    | DEL | Adrián Mahía           |     |
| DT | DT  | Jorge Olguín           |     |

|    | POR | René Higuita       |     |
|    | DEF | Santander Ospina   |     |
|    | DEF | Luis Carlos Perea  |     |
|    | DEF | Iván Córdoba       |     |
|    | DEF | Francisco Mosquera |     |
|    | MED | Neider Morantes    |     |
|    | MED | Dumar Rueda        |     |
|    | MED | Hernán Gaviria     |     |
|    | MED | Jhon Jaime Gómez   | 80' |
|    | DEL | Alexis García      |     |
|    | DEL | Alex Comas         | 78' |
| DT | DT  | Norberto Peluffo   |     |

|  | DEL | Javier Wanchope | 75' |

|  | DEL | Juan Pablo Ángel | 78' |
|  | MED | León Darío Muñoz | 80' |

|  | 38' | Adrián Mahía    |
|  | 89' | Javier Wanchope |

|  | 27' | Alex Comas       |
|  | 35' | Jhon Jaime Gómez |
|  | 70' | Hernán Gaviria   |

| Árbitro             | Gilberto Alcalá         |
| Árbitros asistentes | José Guadalupe Martínez |
|                     | Alfonso Alcalá          |

|                                      |
| Bandera de Colombia                  |
| Campeón Atlético Nacional 2.º título |